# Кърт Вонегът
Кърт Вонегът (също Курт Вонегът, Курт Вонигът) (пълно име: Кърт Вонегът младши, на английски: Kurt Vonnegut, Junior) е американски писател, автор на романи и сатирик, изявяващ се и в сферата на изобразителното изкуство.

## Биография и творчество
Роден е в Индианаполис на 11 ноември 1922 г. Студент е в Корнелския университет в Итака, щата Ню Йорк в периода 1941 – 1943 година, където е колумнист в студентския вестник. Занимава се с журналистика, преди да влезе в редиците на американската армия, взела участие във Втората световна война.
Писателят е жив свидетел на бомбардировката над германския град Дрезден през 1945, където е военнопленник. Това става повод и за написването на един от неговите бестселъри Кланица-5.
След войната Вонегът завършва Чикагския университет, специалност антропология, и започва работа като полицейски репортер. Впоследствие напуска Чикаго и се заселва в град Скънектади, щат Ню Йорк, работейки за Дженеръл Електрик.
През март 2007 г. Вонегът претърпява битова злополука в дома си в Манхатън и получава черепно-мозъчна травма. 84-годишният писател не успява да се възстанови и умира на 11 април 2007 г. в Ню Йорк.

## Творчески похвати
Кърт Вонегът е прочут с оригиналния си творчески стил и чести нецензурни заигравания с думи, контекст и рисунки в книгите си (пример: Закуска за шампиони). Езикът му е увлекателен и неклиширан, спечелвайки си определението „вонегътизъм“. В произведенията си Вонегът интегрира научнофантастични елементи, като пътуване във времето (виж: Кланица-5), а много от героите му се появяват епизодично или трайно в различни негови творби.

### Фантастични сюжети
Романите на Вонегът изобразяват реалността, съпоставяйки я с фантастични антиутопии. Най-често използвана е планетата Тралфамадор, населена от еднооки същества-роботи, които могат свободно да пътуват напред и назад във времето. Историята на планетата е своеобразна критика на индустриалното и технократско общество – някога тя била населена от нормални живи същества, но постепенно те били изместени от машини, толкова съвършени, че за жителите на Тралфамадор животът загубил смисъла си.
Пътуванията във времето и пространството са достъпни и за героите на Вонегът, но при тях тази възможност е резултат на преживяна травма. Друга техника от този вид е съчетаването на сюжетната линия на романа с кратките фантастични разкази на писателя Килгор Траут.

### Повтарящи се герои
Много от героите на Вонегът преминават от един роман в друг, биографиите им се обогатяват и развиват, или се добавят подробности, които постепенно изграждат образа, при което редовните читатели биха могли да откриват във всеки следващ роман неочаквани продължения на познатите сюжетни линии.
По-известни повтарящи се герои на Вонегът са:
- писателят фантаст Килгор Траут, продавач на алуминиева дограма; публикуват разказите му като пълнеж в порнографски списания.
- милионерът-филантроп Елиът Розуотър, почитател на Траут.
- художникът-авангардист Рабо Карабекян, чиито картини се разпадат, тъй като са рисувани с некачествени бои.

### Социални и политически утопии
Сравняват романите на Вонегът със знаменитата политическа сатира Пътешествията на Гъливер. Подобно на Суифт, Вонегът често описва фантастични общества, за да демонстрира по-ярко политическите и социални недъзи на своето съвремие.
Основни теми на политическата му сатира са нехуманността на технократското общество, самотата, социалното неравенство, отчуждението, екологичните катастрофи. Фантастичните социални светове на Вонегът обикновено са антиутопии, където недъзите са достигнали крайна форма.
Редките случаи на утопии са по-скоро връщане към миналото. В романа Никога вече самота обществото е преодоляло самотата чрез образуване на изкуствени роднински връзки и възстановяване на феодални или робовладелски социални структури. В Галапагос хората претърпяват обратна еволюция, превръщат се в нещо като тюлени, загубват всички атрибути на цивилизацията, за да се възстанови загубената хармония с природата.

## Любопитни факти
- Астероидът 25399 Вонегът е наречен на него.[1]

### Романи
- Player Piano (1952)
Механично пиано, изд.: „Ера“ (1997, 2009), изд.: "Кръг" (2021), прев. Боян Николаев
- The Sirens of Titan (1959)
Сирените на Титан, изд.: „Весела Люцканова“ (1994); „Прозорец“ (2011), изд.: "Кръг" (2021), прев. Владимир Германов
- Mother Night (1961)
Майка нощ, изд.: „Весела Люцканова“ (1994); „Прозорец“ (2011), изд.: "Кръг" (2021), прев. Владимир Германов

- Cat's Cradle (1963)
Котешка люлка, изд.: „Отечествен фронт“ (1977); „Весела Люцканова“ (1994); „Прозорец“ (2009), изд.: "Кръг" (2022) прев. Аглика Маркова
- God Bless You, Mr. Rosewater, or Pearls Before Swine (1965)
Бог да Ви поживи, мистър Розуотър, или Не хвърляйте бисери на свинете, изд.: „Георги Бакалов“ (1982); „Отечествен фронт“ (1985), прев. Божидар Стойков

- Slaughterhouse-Five, or The Children's Crusade: A Duty-Dance with Death (1969)
Кланица-5, или Кръстоносният поход на децата, изд.: „Военно издателство“ (1982); „Весела Люцканова“ (1994); „Колибри“ (2013), изд.: "Кръг" (2022), прев. Владимир Филипов
- Breakfast of Champions, or Goodbye Blue Monday (1973)
Закуска за шампиони, или Сбогом, черен понеделник, изд.: „Отечествен фронт“ (1977); „Весела Люцканова“ (1999), прев. Людмила Харманджиева
- Slapstick, or Lonesome No More! (1976)
Фарс или никога вече самота, изд.: „Отечествен фронт“ (1979); „Отечествен фронт“ (1985); „Труд“ (2000), прев. Божидар Стойков
- Jailbird (1979)
Затворникът, изд.: „Народна култура“ (1981); „Анимар“ (2004), прев. Христо Кънев
- Deadeye Dick (1982)
Точния мерник, изд.: „Народна култура“ (1990); „Колибри“ (2013), прев. Петрушка Томова
- Galápagos (1985)
Галапагос, изд.: „Прозорец“ (2009), прев. Огняна Иванова
- Bluebeard, the Autobiography of Rabo Karabekian (1916 – 1988) (1987)
Синята брада, изд.: „Весела Люцканова“ (1994), изд.: "Кръг" (2022), прев. Веселин Лаптев
- Hocus Pocus (1990)
Фокус бокус, изд.: „Летера“ (1994); „Фама“ (2012), прев. Ирина Васева
- Timequake (1997)
Времетръс, изд.: „Весела Люцканова“ (1997, 2010), прев. Владимир Германов

### Сборници с разкази
- Welcome to the Monkey House (1968)
Добре дошли в Маймунарника, изд.: „Весела Люцканова“ (1994), прев. Владимир Германов
- Palm Sunday: An Autobiographical Collage (1981)
Цветница, изд.: „Колибри“ (2014), прев. Герасим Й. Славов
- Bagombo Snuff Box (1997)
Кутийка за енфие от Багомбо, изд.: „Весела Люцканова“ (1999), Безплатен консултант, изд.: „Фама“ (2013), прев. Владимир Германов
- Armageddon in Retrospect and Other New and Unpublished Writings on War and Peace (2008)
Армагедон в ретроспекция, изд.: „Весела Люцканова“ (2008), прев. Владимир Германов
- Look at the Birdie: Unpublished Short Fiction (2009)
Виж пилето, изд.: „Прозорец“ (2010), прев. Петя Петкова
- While Mortals Sleep: Unpublished Short Fiction (2011)
Докато простосмъртните спят, изд.: „Колибри“ (2012), прев. Венцислав К. Венков
- Sucker's Portfolio: A Collection of Previously Unpublished Writing (2013)
Късметът на смотаняка, изд.: „Ера“ (2013), прев. Марин Загорчев

### Есета
- Wampeters, Foma and Granfalloons (Opinions) (1974)
Без невинност, изд.: „Народна култура“ (1984), прев. Аглика Маркова
Уомпитър, Фома, Гранфалун, изд.: „Весела Люцканова“ (2000), прев. Владимир Германов
- Nothing Is Lost Save Honor: Two Essays (1984)
- Fates Worse Than Death: An Autobiographical Collage (1991)
Съдби, по-лоши от смъртта, изд.: „Весела Люцканова“ (1998, 2011), прев. Веселин Лаптев
- God Bless You, Dr. Kevorkian (1999)
Бог да ви поживи, доктор Кеворкян, изд.: „Бард“ (2006), прев. Емилия Масларова
- A Man Without a Country (2005)
Безотечественик, изд.: „Бард“ (2006), прев. Емилия Масларова
- The Cornell Sun Years 1941 – 1943 (2012)
- We Are What We Pretend To Be (2012)
- If This Isn't Nice, What Is? (2013)
- Твоята догадка е толкова добра, колкото и моята Архив на оригинала от 2005-12-26 в Wayback Machine. (2005)

### Пиеси
- Happy Birthday, Wanda June (1970)

### Филмови адаптации
- Between Time and Timbuktu (1972)
- Кланица 5 (1976)
- Harrison Bergeron (1995)
- Майка нощ (1996)
- Закуска за шампиони (1999)